# Padre Sergij
 Padre Sergij (in italiano: Padre Sergio; in russo Отец Сергий?, Otets Sergij) è un racconto di Lev Tolstòj scritto nel biennio 1889-1891, revisionato nel 1898 e pubblicato postumo nel 1911. Argomento del racconto è la vicenda del principe Stepàn Kasatskij, un aristocratico ambizioso e orgoglioso il quale rinuncia a una brillante carriera militare per diventare monaco con il nome religioso di Sergij.

## Genesi dell'opera

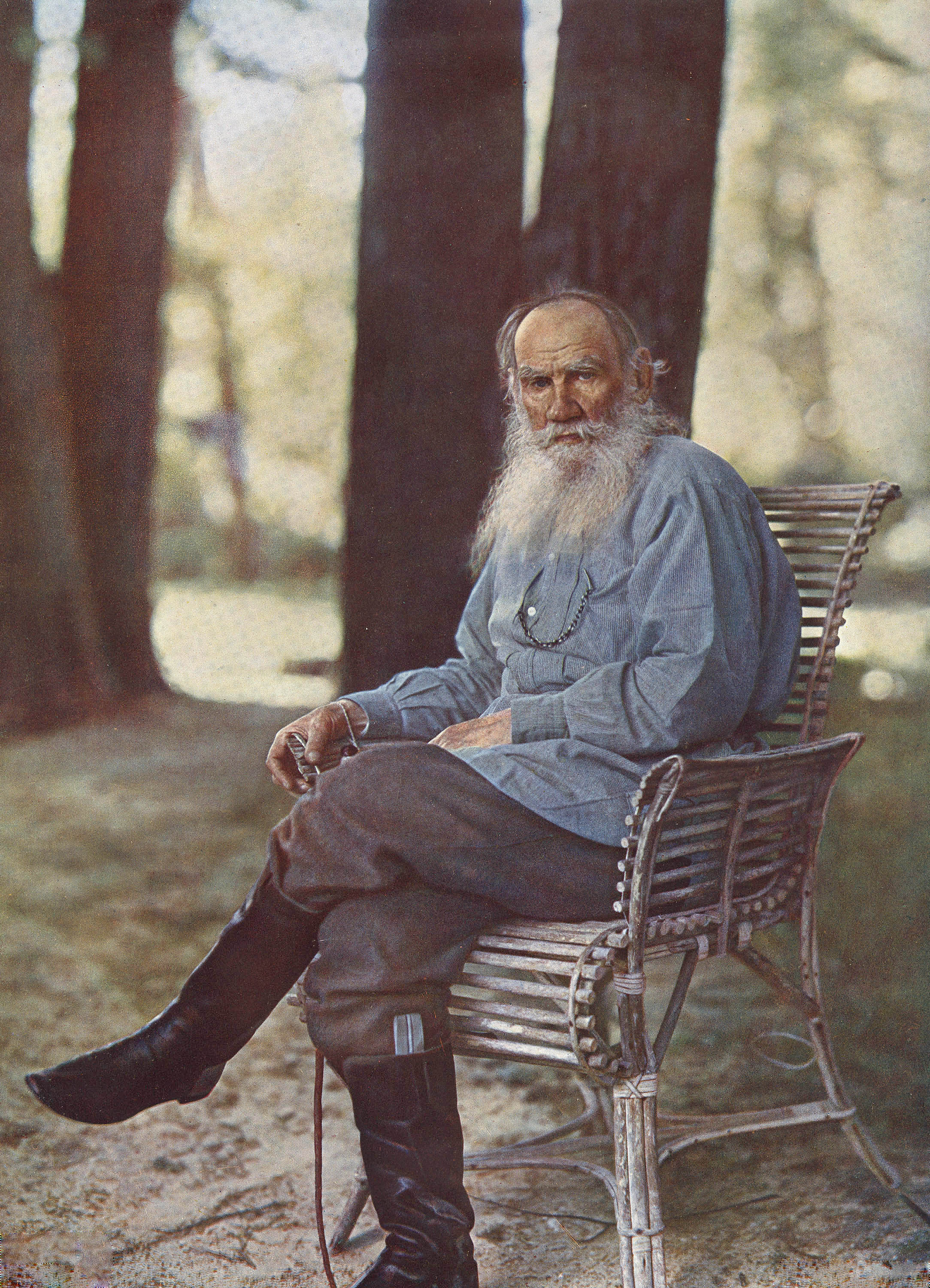
Tolstòj a Jàsnaja Poljàna (foto a colori di Sergej Prokudin-Gorskij)

I primi accenni al racconto sono presenti  nel Diario di Tolstòj alla data del 3 febbraio 1890:
(Igor Sibaldi (a cura di), Tutti i racconti op. cit., vol. II, p. 1435)
Per documentarsi sulla vita dei monaci, nella primavera del 1890 Tolstòj soggiornò nel monastero di Optina, da cui ricavò una pessima impressione. La composizione andò tuttavia a rilento e fu interrotta nell'estate del 1891.

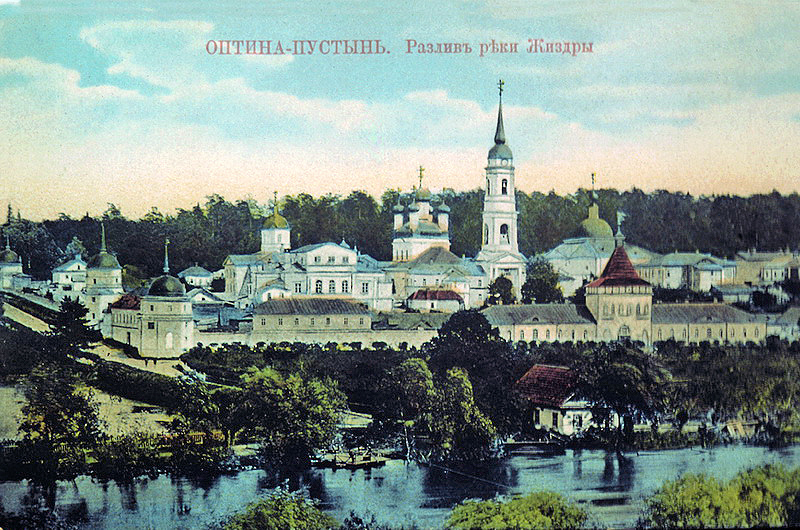
Monastero di Optina

Il lavoro riprese nel giugno 1898 quando Tolstòj decise di pubblicare tre sue opere (Il diavolo, Resurrezione e Padre Sergji) per aiutare finanziariamente gli aderenti al movimento cristiano Duchobory a trasferirsi in Canada. Nell'estate del 1898, pertanto, Tolstòj fece un'ultima revisione del racconto; ma rimase perfino qualche svista (per esempio, Nel capitolo VIII Sergji confessa a Praskov'ja Michàjlovna di essere un omicida, sebbene quando Sergji ha lasciato il monastero, nel cap. VII, la figlia del mercante fosse ancora viva).
Il racconto fu pubblicato nel 1912 a Mosca dopo la morte di Tolstoj assieme ad altre opere inedite. Il testo dell'edizione moscovita apparve tuttavia censurato (per esempio, non veniva menzionato lo zar Nicola I come amante di Mary Korotkova). Il testo completo, diviso in capitoli, che non erano tuttavia presenti nel manoscritto, fu pubblicato lo stesso anno a Berlino.

## Trama

### Capitolo I
Destinato in giovane età per tradizione familiare alla carriera militare, Stepàn Kasatskij dimostra fin da fanciullo di possedere straordinarie capacità intellettive e fisiche e grande amor proprio. Nell'accademia militare primeggia negli studi e, se si eccettua una certa irascibilità, dimostra una notevole inclinazione al comando. Ambizioso e stimato da Nicola I (zar dal 1825 al 1855), Stepàn appare destinato a grandi cose.

### Capitolo II
Stepàn si fidanza con una bellissima aristocratica molto stimata a corte; un mese prima delle nozze la giovane gli confessa di aver avuto in passato una relazione con lo zar. Ferito nell'orgoglio, Stepàn rompe il fidanzamento, si congeda dall'esercito, cede parte del suo patrimonio alla sorella ed entra in un monastero con l'intenzione di diventare monaco. La scelta viene comunemente attribuita alla fede religiosa di Stepàn. Solo la sorella, anche lei orgogliosa e piena d'amor proprio, la attribuisce al desiderio del fratello «di porsi più in alto di coloro che avevano voluto dimostrargli di essere più in alto di lui».

### Capitolo III
Anche in monastero Stepàn aspira a raggiungere il massimo della perfezione, sia interiore che esteriore; sotto la guida di uno starets allievo di Ambrogio, Stepàn cerca di evitare qualsiasi tentazione mondana mediante le obbedienze (in russo: Послушание, poslušanija), ossia quei lavori manuali o quelle incombenze faticose che, nel cristianesimo ortodosso, il monaco svolge come esercizio di umiltà (in russo: Смирение, smirenie). Ricevuta la tonsura di ieromonaco (monaco e sacerdote), Stepàn assume il nome di Sergij. Più tardi, per combattere meglio le tentazioni, Padre Sergij richiede la reclusione, vivendo per molti anni in totale isolamento, in preghiera e contemplazione.

### Capitolo IV
Nonostante siano passati molti anni dal suo clamoroso ritiro, Stepàn Kasatskij / Padre Sergij, ormai quarantanovenne, è ancora ricordato dalla società mondana russa. Durante il sesto anno della reclusione di Padre Sergij, nei giorni di carnevale, un'allegra compagnia di ricchi gaudenti di ambo i sessi decide di fargli visita.

### Capitolo V
Uno di loro, una donna divorziata di nome Màkovkina, riesce a introdursi di notte nella sua cella con l'intenzione di sedurlo. Padre Sergij, il quale è talora tentato dalla mancanza di fede e dal desiderio sessuale, teme di poter cedere; per impedirlo, si amputa un dito con un'ascia. La Màkovkina resta sconvolta da questo gesto; il mattino seguente, al momento di andar via, la Màkovkina promette a Padre Sergij di cambiare la sua vita, e l'anno dopo entra addirittura anch'essa in un monastero femminile.

### Capitolo VI
La vicenda con la Màkovkina, divenuta ovunque nota, ha diffuso la fama di santità di «Starets Sergij», come viene chiamato adesso. Un numero crescente di pellegrini si reca al monastero di Starets Sergij, un fenomeno divenuto vistoso da quando si è diffusa anche la fama di poteri taumaturgici del monaco. L'afflusso dei visitatori è favorito dall'archimandrita e dall'igumeno, ma è subita con insofferenza da Padre Sergij al quale i visitatori sottraggono tempo per la preghiera e la contemplazione, e i benefici che ne derivano.

### Capitolo VII
Padre Sergij è consapevole di essere ormai un mezzo per attirare visitatori e offerte al monastero; sente che mentre prima agiva per Dio, adesso agisce per gli uomini. Nei primi tempi aveva pensato di fuggire dal monastero travestito da mužik, ossia da contadino povero, e vivere di elemosina in giro per la Russia; si era procurato un abito da mužik, ma si era poi rassegnato alla nuova condizione. Senza la preghiera teme di non essere più in grado di lottare contro la mancanza di fede, il desiderio sessuale e la vanità. Infine un giorno soccombe al desiderio sessuale e giace con la giovane figlia disabile di un mercante il cui padre si era recato da Padre Sergij perché la guarisse. Resosi conto di ciò che ha fatto, Padre Sergij decide finalmente di abbandonare il monastero, travestito da mužik. Dopo aver meditato il suicidio, decide di andare alla ricerca di sua cugina Praskov'ja Michàjlovna, chiamata familiarmente Pàšen'ka, una persona mite che in giovane età egli, assieme a un branco di altri ragazzi, si divertiva a tormentare.

### Capitolo VIII
Praskov'ja Michàjlovna ha avuto una vita difficile: sposata con un uomo che, dopo aver sperperato tutto il patrimonio di lei, la picchiava, aveva avuto un figlio morto in giovane età e una figlia che, sposata a un impiegato ammalato e disoccupato, era madre di cinque figli. Praskov'ja, ormai vedova e anziana, è l'unico sostegno della famiglia della figlia, al cui mantenimento economico provvede dando lezioni di musica e cercando, per quanto possibile, di dare anche serenità. Stepàn/Sergij comprende che la vita di Praskov'ja è quella che avrebbe dovuto essere la propria: Praskov'ja vive per Dio immaginandosi di vivere per gli uomini, mentre lui ha vissuto per gli uomini con il pretesto di vivere per Dio. Stepàn, dopo aver chiesto a Praskov'ja di rimettergli i peccati e benedirlo, va via iniziando una vita da accattone. Dopo otto mesi di vagabondaggio viene arrestato per mancanza di documenti e condannato all'esilio in Siberia. Da allora vive in Siberia come servo di un agricoltore ricco, lavora nell'orto del padrone, insegna ai bambini e accudisce i malati.

## Commenti
Nella figura di Padre Sergij sono stati intravisti spesso elementi biografici dell'autore. Si ritiene comunemente che la morale dell'opera rispecchi la morale di Lev Tolstòj negli ultimi decenni di vita: il Cristianesimo è spogliato di ogni elemento trascendente, Cristo è visto come messaggero del regno di Dio in interiore homine e non come presenza di Dio nel mondo. Diversa è l'interpretazione del critico polacco Ryszard Przybylski, secondo cui «per Tolstoj raggiungere Dio significa distruggere la propria personalità. Questo è il motivo per cui il racconto costituisce il prologo a tutti gli orrori ideologici del XX secolo»
.
Nel 2010 Gianni Riotta, allora direttore del quotidiano economico Il Sole 24 Ore, ha rivisitato la figura di Padre Sergij. Dopo aver osservato che la scelta finale del monaco è la stessa fatta da Tolstòj nell'ottobre del 1910 allorché, sentendosi prossimo alla morte, scappò via da casa tentando invano di chiudere la vita nella semplicità e nel silenzio, Riotta afferma che la morale del racconto di Tolstoj, ossia che eroismo perfetto consiste nel prestare il servizio modesto a favore della comunità, può essere uno dei modelli ideali per uscire dalla crisi economica contemporanea.

## Edizioni

### Originali
- Posmertnye chudožestvennye proizvedenija L'va Nikolaeviča Tolstogo pod redaktsiej V.G. Čertkova (Opere artistiche postume di Lev Nikolàevič Tolstòj, a cura di V.G. Čertkov), Mosca: ed. A.L. Tolstaja, tomo II, 1911
- Posmertnye chudožestvennye proizvedenija L'va Nikolaeviča Tolstogo pod redaktsiej V.G. Čertkova (Opere artistiche postume di Lev Nikolàevič Tolstòj, a cura di V.G. Čertkov), Berlino: Svobodnoe slovo, tomo II, 1912 (a differenza della edizione di Mosca, l'edizione di Berlino non fu sottoposta a interventi della censura russa)

### Traduzioni italiane
- Padre Sergio; traduzione di Lia Neanova, Milano: Delta, 1929
- Hagi Murat, Padre Sergio, La sonata a Kreutzer; traduzione di Leo Gastovinsky, Milano: Bietti, 1931
- Padre Sergio: racconti, traduzione di Duchessa d'Andria, Torino: Slavia, 1931 (il volume contiene i seguenti racconti: Chadzi-Murat; Padre Sergij; Dopo il ballo; Aljosa il bricco; Quel che vidi in sogno)
- Padre Sergio; a cura di Renato Fabietti, Milano: Universale economica, 1950
- Romanzi brevi e racconti; a cura di Giuseppe Donnini, Roma: Gherardo Casini, 1951
- Racconti: La morte di Ivan Il'ic; La sonata a Kreutzer; Il diavolo; Padre Sergio; introduzione di Leonida Gancikov; traduzioni a cura della Duchessa d'Andria e di Lucetta Negarville Minucci, Torino: UTET, 1962
- Quattro romanzi: La felicità familiare, La Morte d'Ivan Ilic, La sonata a Kreutzer, Padre Sergio; trad. di Agostino Villa, introduzione di Clara Strada Janovic, Torino: Einaudi, 1977
- Padre Sergio; traduzione e note di Silvia Sichel, Firenze: Passigli, 1990
- Padre Sergij; traduzione e cura di Igor Sibaldi, Milano: Feltrinelli, 1991

## Adattamenti

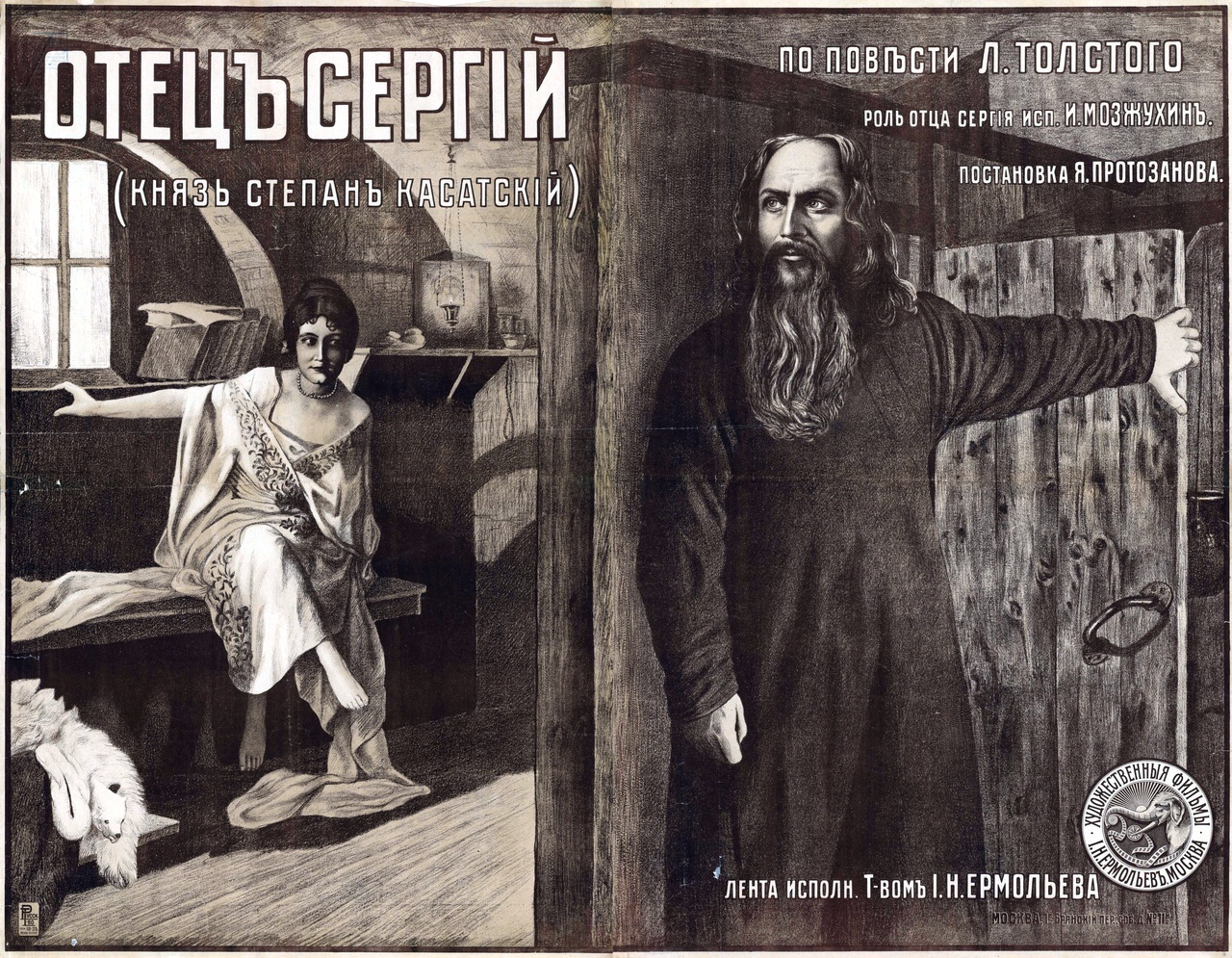
Locandina del film Padre Sergij di Aleksandr Volkov e Jakov Protazanov (1918)

Da Padre Sergij sono stati tratti tre film:
- Otec Sergij - film muto russo del 1918 diretto da Aleksandr Volkov e Jakov Protazanov con Ivan Mozžuchin nel ruolo del protagonista
- Otec Sergij - film sovietico del 1978 diretto da Igor Talankin con Sergey Bondarchuk nel ruolo del protagonista
- Il sole anche di notte, film italiano del 1990 diretto dai fratelli Taviani.